# Lasioglossum dampieri
Lasioglossum dampieri är en biart som först beskrevs av Cockerell 1905.  Lasioglossum dampieri ingår i släktet smalbin, och familjen vägbin. Inga underarter finns listade i Catalogue of Life.

## Bildgalleri

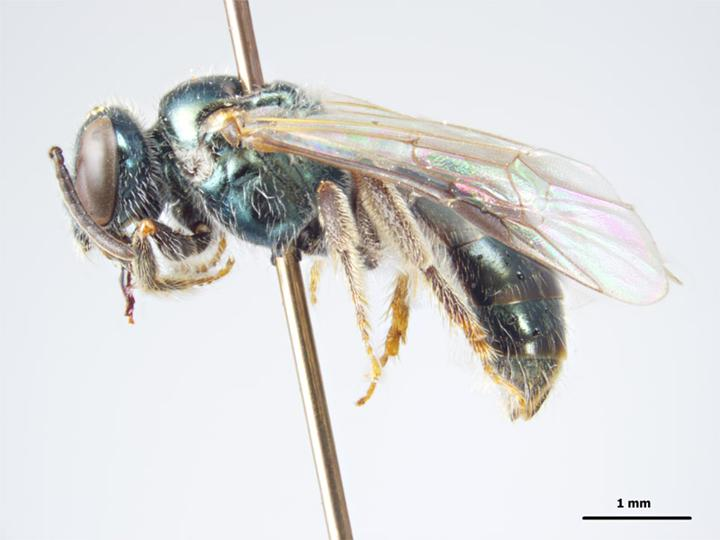
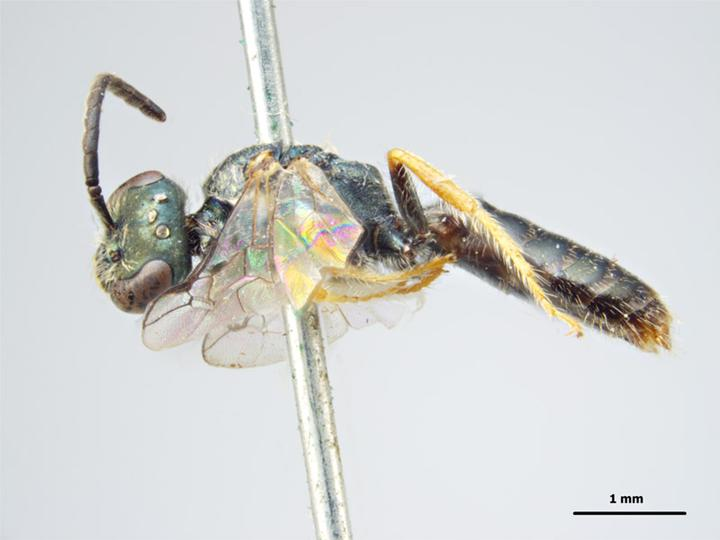